# Jaakko Eino Kalevi
Jaakko Eino Kalevi est un compositeur et musicien finlandais né en 1984.
Il grandit à Jyväskylä avant de devenir conducteur de tram à Helsinki.
Installé à Berlin, il publie en 2015 l'album Jaakko Eino Kalevi chez Weird World, division du label indépendant Domino Records. Cet album marqué par les influences de Lee "Scratch" Perry à Chris Rea en passant par Jimi Tenor, ou d'artistes plus contemporains tels qu'Ariel Pink et Connan Mockasin, est shortlisté pour le sixième Nordic Music Prize (en).
En 2018, il publie Out of Touch, album de pop moderne ouvragé et prometteur enregistré entre Helsinki et Berlin, sur lequel il joue de tous les instruments.
Il publie en 2019 Dissolution, mini-album de pop électronique scintillante.

## Discographie
Albums
- 2015 : Jaakko Eino Kalevi
- 2018 : Out of touch
- 2019 : Dissolution